# Geranium transbaicalicum
Geranium transbaicalicum là một loài thực vật có hoa trong họ Mỏ hạc. Loài này được Serg. mô tả khoa học đầu tiên năm 1934.